# تاكيو سوغاوارا
تاكيو سوغاوارا (باليابانية: 菅原武男) هو منافس ألعاب قوى ياباني، ولد في 23 مايو 1938.

## وصلات خارجية
- تاكيو سوغاوارا على موقع أوليمبيديا (الإنجليزية)